# 拉努斯
拉努斯（西班牙語：Lanús）是阿根廷的城市，由布宜諾斯艾利斯省負責管轄，始建於1888年10月20日，海拔高度9米，是重要的工業中心，2010年人口212,152，居民主要信奉天主教。

## 外部連結
- Photos of Lanus
- Comercial Guide of Lanus